# Sân vận động bóng chày Fukushima Azuma
Sân vận động bóng chày Fukushima Azuma là một sân vận động đa chức năng nằm ở thành phố Fukushima, Nhật Bản. Mở cửa vào năm 1986, nơi đây được sử dụng chủ yếu cho các trận đấu bóng chày  và có sức chứa 30.000 khán giả.